# Муччино, Габриеле
Габрие́ле Муччи́но (итал. Gabriele Muccino; род. 20 мая 1967, Рим, Италия) — итальянский кинорежиссёр, сценарист и продюсер, известный по фильмам «Последний поцелуй» (2001) и «Помни обо мне» (2003) с Моникой Беллуччи.

## Фильмография
- 1998 — Упасть в любовь / Ecco fatto
- 1999 — Но навсегда в моей памяти / Come te nessuno mai
- 2001 — Последний поцелуй / L’ultimo bacio
- 2003 — Помни обо мне / Ricordati di me
- 2006 — В погоне за счастьем / The Pursuit of Happyness
- 2007 — Сердечное танго / Heartango
- 2008 — Семь жизней / Seven Pounds
- 2010 — Поцелуй меня ещё раз / Baciami ancora
- 2012 — Мужчина нарасхват / Playing for Keeps
- 2015 — Отцы и дочери / Fathers&Daughters